# بيل ديفيس (لاعب كرة قاعدة)
بيل ديفيس (بالإنجليزية: Bill Davis)‏ هو لاعب كرة قاعدة أمريكي، ولد في 6 يونيو 1942 في غرسيفيل في الولايات المتحدة.

## وصلات خارجية
- بيل ديفيس على موقعبيزبول رفرنس.كوم (الدوري الرئيسي) (الإنجليزية)
- بيل ديفيس على موقع كلية كرة السلة في سبورتس رفرنس.كوم (الإنجليزية)